# Варні (Рідала)
Ва́рні (ест. Varni küla) — село в Естонії, у волості Рідала повіту Ляенемаа.

## Населення
На 31 грудня 2011 року в селі не було постійних мешканців.

## Географія
Село розташоване на березі затоки Топу (Topu laht) у протоці Вяйнамері.

## Історія
З 1998 року село відновлено як окремий населений пункт.